# أرت كان
أرت كان (بالإنجليزية: Art Kane)‏ هو مصور أمريكي، ولد في 9 أبريل 1925 في نيويورك في الولايات المتحدة، وتوفي في 3 فبراير 1995.

## وصلات خارجية
- أرت كان على موقع ميوزك برينز (الإنجليزية)
- أرت كان على موقع ديسكوغز (الإنجليزية)